# Erbin
Erbin (latino: Urbanus; inglese: Urban; attorno al 427 – 480 circa) è stato un sovrano britanno.

## Biografia
Successe al padre Costantino Corneu alla metà del V secolo sul trono del regno britannico altomedioevale della Dumnonia (nella Cornovaglia, regione dell'odierna Inghilterra). Morì attorno al 480.
Nel Mabinogion è presentato come un vecchio sovrano messo continuamente sotto pressione dagli attacchi portati dai nemici al suo regno. Richiamò il figlio dalla corte di re Artù per aiutarlo a imporre di nuovo il potere dumnone e abdicò in suo favore. In Culhwch e Olwen è indicato come il padre di Dywel, Ermid e Geraint, e nelle genealogie dei re dumnoni è succeduto da Gerren Llyngesoc.
Fu probabilmente il fondatore della chiesa di Sant'Ervan in Cornovaglia. Gli antichi calendari gallesi lo commemorano come santo il 13 gennaio o il 29 maggio.